# Interlands Bulgaars voetbalelftal 1924-1929
Deze pagina toont een chronologisch en gedetailleerd overzicht van de interlands die het Bulgaars voetbalelftal heeft gespeeld in de periode 1924 – 1929.

## Interlands

### 1924
|                                                                   |                                                                                    |       |           |                                                                                |
| 21 mei Vriendschappelijk № 1 «onderlinge duels» 17:30 uur (UTC+1) | Oostenrijk                                                                         | 6 – 0 | Bulgarije | Simmeringer Had, Wenen Toeschouwers: 10.000 Scheidsrechter: Tivadar Kiss (HUN) |
| 21 mei Vriendschappelijk № 1 «onderlinge duels» 17:30 uur (UTC+1) | Johann Horvath 31', 49' Max Grünwald 45', 49' Johann Horvath 48' Leopold Danis 73' |       |           | Simmeringer Had, Wenen Toeschouwers: 10.000 Scheidsrechter: Tivadar Kiss (HUN) |

| Olympische Spelen 1924 |
| ---------------------- |

|                                                                                  |           |                  |                 |                                                                                     |
| 28 mei Olympische Spelen Achtste finale № 2 «onderlinge duels» 16:00 uur (UTC+1) | Bulgarije | 0 – 1            | Ierse Vrijstaat | Stade de Colombes, Colombes Toeschouwers: 1.659 Scheidsrechter: Henri Henriot (FRA) |
| 28 mei Olympische Spelen Achtste finale № 2 «onderlinge duels» 16:00 uur (UTC+1) |           | 75' Paddy Duncan |                 | Stade de Colombes, Colombes Toeschouwers: 1.659 Scheidsrechter: Henri Henriot (FRA) |

|  |  |  |  |  |  |  |  |  |

### 1925
|                                                   |                                   |       |                         |                                                                              |
| 10 april Vriendschappelijk № 3 «onderlinge duels» | Turkije                           | 2 – 1 | Bulgarije               | Taksimstadion, Istanbul Toeschouwers: 4.000 Scheidsrechter: W.H. Allen (TUR) |
| 10 april Vriendschappelijk № 3 «onderlinge duels» | Mehmet Leblebi 31' Sabih Arca 67' |       | 74' Nikola Moetaftsjiev | Taksimstadion, Istanbul Toeschouwers: 4.000 Scheidsrechter: W.H. Allen (TUR) |

|                                                 |                                        |       |                                               |                                                                               |
| 31 mei Vriendschappelijk № 4 «onderlinge duels» | Bulgarije                              | 2 – 4 | Roemenië                                      | Joenakstadion, Sofia Toeschouwers: 10.000 Scheidsrechter: Umberto Marca (ITA) |
| 31 mei Vriendschappelijk № 4 «onderlinge duels» | Andrey Ivanov 4' Dimitar Dimitriev 89' |       | 14', 65' Rudi Wetzer 60', 81' Augustin Semler | Joenakstadion, Sofia Toeschouwers: 10.000 Scheidsrechter: Umberto Marca (ITA) |

### 1926
|                                                                        | |       |                 |                                                                                        |
| 25 april Vriendschappelijk № 5 «onderlinge duels» 15:00 uur (UTC+1:44) | Roemenië                                                                                               | 6 – 1 | Bulgarije       | Stadionul Romcomit, Boekarest Toeschouwers: 12.000 Scheidsrechter: Albert Rolton (ROU) |
| 25 april Vriendschappelijk № 5 «onderlinge duels» 15:00 uur (UTC+1:44) | Aurel Guga 17' Franz Kugelbauer 24', 44' Geza Nagy-Csomag 55' Albert Ströck 62' (pen.) István Avar 80' |       | 70' Kiril Denev | Stadionul Romcomit, Boekarest Toeschouwers: 12.000 Scheidsrechter: Albert Rolton (ROU) |

|                                                 |                              |       |                    |                                                                            |
| 30 mei Vriendschappelijk № 6 «onderlinge duels» | Joegoslavië                  | 3 – 1 | Bulgarije          | Stadion HAŠK, Zagreb Toeschouwers: 6.000 Scheidsrechter: Ferenc Gerő (HUN) |
| 30 mei Vriendschappelijk № 6 «onderlinge duels» | Slavin Cindrić 75', 83', 87' |       | 23' Nikola Staykov | Stadion HAŠK, Zagreb Toeschouwers: 6.000 Scheidsrechter: Ferenc Gerő (HUN) |

### 1927
|                                                                   |           |                             |             |                                                                                     |
| 15 mei Vriendschappelijk № 7 «onderlinge duels» 17:30 uur (UTC+2) | Bulgarije | 0 – 2                       | Joegoslavië | Slaviastadion, Sofia Toeschouwers: 16.000 Scheidsrechter: Vasile Nicolaeviciu (ROU) |
| 15 mei Vriendschappelijk № 7 «onderlinge duels» 17:30 uur (UTC+2) |           | 85', 88' Blagoje Marjanović |             | Slaviastadion, Sofia Toeschouwers: 16.000 Scheidsrechter: Vasile Nicolaeviciu (ROU) |

|                                                  |                                                |       |                                       |                                                                              |
| 17 juli Vriendschappelijk № 8 «onderlinge duels» | Bulgarije                                      | 3 – 3 | Turkije                               | Slaviastadion, Sofia Toeschouwers: 10.000 Scheidsrechter: Ede Viczenik (HUN) |
| 17 juli Vriendschappelijk № 8 «onderlinge duels» | Nikola Liutskanov 37', 66' Velcho Stoyanov 83' |       | 2', 5' Latif Yalınlı 75' Kemal Faruki | Slaviastadion, Sofia Toeschouwers: 10.000 Scheidsrechter: Ede Viczenik (HUN) |

|                                                     |                                            |       |                     |                                                                                       |
| 14 oktober Vriendschappelijk № 9 «onderlinge duels» | Turkije                                    | 3 – 1 | Bulgarije           | Taksimstadion, Istanbul Toeschouwers: 8.000 Scheidsrechter: Vasile Nicolaeviciu (ROU) |
| 14 oktober Vriendschappelijk № 9 «onderlinge duels» | Zeki Rıza Sporel 25', 65' Nihat Bekdik 85' |       | 72' Dimitar Manolov | Taksimstadion, Istanbul Toeschouwers: 8.000 Scheidsrechter: Vasile Nicolaeviciu (ROU) |

### 1928
Geen interlands gespeeld.

### 1929
|                                                                         |                                              |       |           | |
| 21 april Vriendschappelijk № 10 «onderlinge duels» 17:00 uur (UTC+1:44) | Roemenië                                     | 3 – 0 | Bulgarije | Stadionul Oficiul Național de Educație Fizică, Boekarest Toeschouwers: 10.000 Scheidsrechter: Mihály Iváncsics (HUN) |
| 21 april Vriendschappelijk № 10 «onderlinge duels» 17:00 uur (UTC+1:44) | Gheorghe Ciolac 64', 73' Gheorghe Ciolac 71' |       |           | Stadionul Oficiul Național de Educație Fizică, Boekarest Toeschouwers: 10.000 Scheidsrechter: Mihály Iváncsics (HUN) |

|                                                                     |                           |       |                            |                                                                              |
| 30 juni Vriendschappelijk № 11 «onderlinge duels» 18:00 uur (UTC+2) | Bulgarije                 | 1 – 1 | Griekenland                | Levski Field, Sofia Toeschouwers: 12.000 Scheidsrechter: Ernest Fabris (YUG) |
| 30 juni Vriendschappelijk № 11 «onderlinge duels» 18:00 uur (UTC+2) | Nikola Staykov 63' (pen.) |       | 15' Giorgos Andrianopoulos | Levski Field, Sofia Toeschouwers: 12.000 Scheidsrechter: Ernest Fabris (YUG) |

|                                                                         |                    |       |                         | |
| 22 augustus Vriendschappelijk № 12 «onderlinge duels» 17:00 uur (UTC+1) | Hongarije          | 3 – 2 | Bulgarije               | Budapest Székesfővárosi Közlekedési Rt., Boedapest Toeschouwers: 6.000 Scheidsrechter: Ágoston Csárdás (HUN) |
| 22 augustus Vriendschappelijk № 12 «onderlinge duels» 17:00 uur (UTC+1) | Goal · Goal · Goal |       | 78', 85' Nikola Staykov | Budapest Székesfővárosi Közlekedési Rt., Boedapest Toeschouwers: 6.000 Scheidsrechter: Ágoston Csárdás (HUN) |

|                                                        |                         |       |                                                       |                                                                            |
| 15 september Vriendschappelijk № 13 «onderlinge duels» | Bulgarije               | 2 – 3 | Roemenië                                              | Levski Field, Sofia Toeschouwers: 15.000 Scheidsrechter: Ferenc Gerő (HUN) |
| 15 september Vriendschappelijk № 13 «onderlinge duels» | Nikola Staykov 37', 60' |       | 30' Graţian Sepi 61' Nicolae Covaci 67' Adalbert Deşu | Levski Field, Sofia Toeschouwers: 15.000 Scheidsrechter: Ferenc Gerő (HUN) |

BFS · A-internationals · Selecties · Bondscoaches · Bulgaars vrouwenelftal · Olympisch elftal · Bulgarije U21 · Bulgarije U20 · Bulgarije U19 · Bulgarije U18 · Bulgarije U17 · Bulgarije U16
1924 – 1929 · 
1930 – 1939 · 
1940 – 1949 · 
1950 – 1959 · 
1960 – 1969 · 
1970 – 1979 · 
1980 – 1989 · 
1990 – 1999 · 
2000 – 2009 · 
2010 – 2019 ·
2020 − 2029
EK 1996 · 
EK 2004
WK 1962 · 
WK 1966 · 
WK 1970 · 
WK 1974 · 
WK 1986 · 
WK 1994 · 
WK 1998
OS 1924 · 
OS 1952 · 
OS 1956 · 
OS 1960 · 
OS 1968
1924 · 
1925 · 
1926 · 
1927 · 
1928 ·
1929 · 
1930 · 
1931 · 
1932 · 
1933 · 
1934 · 
1935 · 
1936 · 
1937 · 
1938 · 
1939 · 
1940 · 
1941 ·
1942 · 
1943 · 
1944 · 1945 · 
1946 ·
1947 · 
1948 · 
1949 · 
1950 · 
1952 · 
1952 · 
1953 · 
1954 · 
1955 · 
1956 · 
1957 · 
1958 · 
1959 · 
1960 · 
1961 · 
1962 · 
1963 · 
1964 · 
1965 · 
1966 · 
1967 · 
1968 · 
1969 · 
1970 · 
1971 · 
1972 · 
1973 · 
1974 · 
1975 · 
1976 · 
1977 · 
1978 · 
1979 · 
1980 · 
1981 · 
1982 · 
1983 · 
1984 · 
1985 · 
1986 · 
1987 · 
1988 · 
1989 · 
1990 · 
1991 · 
1992 · 
1993 · 
1994 · 
1995 · 
1996 · 
1997 · 
1998 · 
1999 · 
2000 · 
2001 · 
2002 · 
2003 · 
2004 · 
2005 · 
2006 · 
2007 · 
2008 · 
2009 · 
2010 · 
2011 · 
2012 · 
2013 · 
2014 · 
2015 ·
2016 ·
2017 ·
2018 ·
2019 ·
2020 ·
2021 ·
2022 ·
2023 ·
2024
Albanië ·
Algerije ·
Andorra ·
Argentinië ·
Armenië ·
Australië ·
Azerbeidzjan ·
België ·
Bolivia ·
Bosnië en Herzegovina ·
Brazilië ·
Canada · 
Chili ·
Cuba ·
Cyprus ·
DDR ·
Denemarken ·
Duitsland ·
Ecuador ·
Egypte ·
Engeland ·
Estland ·
Finland ·
Frankrijk ·
Georgië ·
Gibraltar ·
Griekenland ·
Hongarije ·
Ierland ·
IJsland ·
Indonesië ·
Iran ·
Israël ·
Italië ·
Jamaica ·
Japan ·
Joegoslavië ·
Jordanië ·
Kameroen ·
Kazachstan ·
Koeweit ·
Kosovo ·
Kroatië ·
Letland ·
Libanon ·
Litouwen ·
Luxemburg ·
Malta ·
Marokko ·
Mexico ·
Moldavië ·
Montenegro ·
Nederland ·
Nieuw-Caledonië ·
Nigeria ·
Noord-Ierland ·
Noord-Korea ·
Noord-Macedonië ·
Noorwegen ·
Oekraïne ·
Oman ·
Oostenrijk ·
Paraguay ·
Peru ·
Polen ·
Portugal ·
Qatar ·
Roemenië ·
Rusland ·
San Marino ·
Saoedi-Arabië ·
Schotland ·
Servië ·
Servië en Montenegro ·
Slovenië ·
Slowakije ·
Sovjet-Unie ·
Spanje ·
Tanzania ·
Thailand ·
Tsjechië ·
Tsjecho-Slowakije ·
Tunesië ·
Turkije ·
Uruguay ·
Verenigde Arabische Emiraten ·
Wales ·
Wit-Rusland ·
Zuid-Afrika ·
Zuid-Korea ·
Zweden ·
Zwitserland
België · Bulgarije · Denemarken · Duitsland · Engeland · Estland · Finland · Frankrijk · Griekenland · Hongarije · Ierland · Italië · Joegoslavië · Letland · Litouwen · Luxemburg · Nederland · Noord-Ierland · Noorwegen · Oostenrijk · Polen · Portugal · Roemenië · Schotland · Sovjet-Unie · Spanje · Tsjecho-Slowakije · Turkije · Wales · Zweden · Zwitserland